# Ferruccio Caressa
Ferruccio Caressa (1877 – post 1947) è stato un militare, etnologo e scrittore italiano.

## Biografia
Nel 1897 fu volontario nel battaglione del colonnello Luciano Mereu (1º battaglione garibaldino) partecipando alla campagna a favore dei Greci contro i Turchi. Combatté in Epiro e in Tessaglia al comando di Ricciotti Garibaldi e il 17 maggio partecipò alla battaglia di Dosmokos dove le forze turche, notevolmente più numerose, di Islam Pascià, furono sconfitte dai garibaldini.
Maggiore dell'Esercito di stanza nelle colonie d'Africa, fu legato sentimentalmente ad Ilia di Marzio, una cantante d'operetta che ebbe qualche successo negli anni venti e che gli diede un figlio di nome Wolfango, che a sua volta fu il padre di Rinaldo Caressa
Le opere più note del Caressa sono il Manuale Linguistico per l'Africa Orientale (1935) e il Dizionario africano. Italiano, amarico, tigrino, arabo, tra primi esempi di ricerca linguistica in Abissinia e Africa settentrionale. Il dizionario contiene principali vocaboli delle lingue Amarica-Galla-Tigrina e arabo con traduzione in Italiano e per l'uso dei militari, funzionari, uomini d'affari e turisti che intendevano recarsi nelle colonie della Libia e dell'Africa Orientale Italiana. Il suo Viaggiando per l'Italia è invece una raccolta di aneddoti di viaggio curiosi e divertenti.

## Libri ed opuscoli
- 1930 - Viaggiando per l'Italia, Arezzo, Ediz. Contemporanea, 8° brossura, pp. 192
- 1935 - Manuale Linguistico per l'Africa Orientale, coi principali vocaboli delle lingue Amarica-Galla-Tigrina e versione in Italiano e Francese ad uso dei militari, funzionari, uomini d'affari, turisti, ecc., Torino, Edizioni SIPES, 1935 (Tip. G.B. Boccardo). 16°, pp. 95-(+1). Cartolina a colori dell'A.O. applicata, 5 fotografie e 3 ill. n.t.
- 1936 - Manuale linguistico per l'Africa orientale, Lingue: araba-amarica-galla-tigrina, auspice l'Istituto Nazionale dei soldati di terra di mare dell'aria, Torino, 2ª Edizione riveduta ed ampliata, autorizzata dal Ministero della Guerra,	Edizioni SIPES, 1936 (Tipografia G. B. Boccardo). 16°, pp. 159-(+1). 8 tavv. n.t.
- 1936 - Fanti e centauri piumati dal Piemonte all'impero: Notiziario storico celebrativo. (1º centenario dell'arma dei bersaglieri, 18 giugno 1836-1936), Torino: S. I. P. E. S., 1936, Tip. G. B. Boccardo, 16. p. 159. L. 5.
- 1937 - Prontuario delle voci improprie per lo scrivere corretto: Con 3000 esempi ortologici per uso di qualsiasi scuola, classe, Istituto di cultura, d'educazione, azienda, ecc. - 2ª ed con aggiunta di appendice e altre voci, Torino: Ed. Sipes (Tip. G. Damonte). - 8. p. VIII, 158. (L. 8).
- 1938 - Dizionario africano. Italiano, amarico, tigrino, arabo (A.O.-Egitto-Asia), arabo (Libia-Africa Sett.), galla, migiurtino, benadirese, Milano, Casa Editrice Sonzogno, 1938 (Stabilimento Grafico Matarelli della Soc. An. Alberto Matarelli). 16°, pp. 283-(+1). (anche 1958?)
- 1946 - Forze e debolezze di un partito, Torino, Tip. Impronta, p. 16
- 1946 - Il socialismo per i ceti medi, Torino, G. Damonte, p. 28
- ???? - Scenette politiche romane, Torino, Achille Colla. - 14 p.; 18 cm.

| Controllo di autorità | VIAF (EN) 70800856 · ISNI (EN) 0000 0000 8392 4348 · SBN PALV032383 · BAV 495/304900 · LCCN (EN) n2005066317 · J9U (EN, HE) 987007378257705171 |